# Hans-Günther Brosin
Hans-Günther Brosin (15 de Novembro de 1916 - 24 de Agosto de 1943) foi um comandante de U-Boot que serviu na Kriegsmarine durante a Segunda Guerra Mundial.